# Pecos, Texas
Pecos là thành phố lớn nhất và là quận lỵ của quận Reeves, Texas, Hoa Kỳ 6 Nó nằm ở thung lũng sông ở bờ phía tây của sông Pecos ở rìa phía đông của sa mạc Chihuahuan và vùng Trans-Pecos phía tây của Texas và gần biên giới phía nam của New Mexico. Dân số là 9.501 vào điều tra dân số năm 2000. Thành phố là một trung tâm thương mại khu vực sản xuất dầu và khí và nông nghiệp. Pecos tuyên bố là nơi đầu tiên của rodeo đầu tiên của thế giới vào ngày 4 tháng 7 năm 1883.

## Thông tin nhân khẩu
Theo điều tra dân số 2 năm 2000, thành phố này có dân số 9.501 người, 3.168 hộ, và 2.455 gia đình sống trong thành phố. Mật độ dân số là 1,300.1 người mỗi dặm vuông (501.8/km ²). Có 3.681 đơn vị nhà ở với mật độ trung bình là 503.7/sq mi (194.4/km ²). Cơ cấu dân tộc của dân cư sinh sống ở đây gồm 76,32% người da trắng, 2,45% người Mỹ gốc Phi, 0,46% người Mỹ bản xứ, 0,47% người châu Á, 0,01% người đảo Thái Bình Dương, 18,06% từ các chủng tộc khác, và 2,22% từ hai hoặc nhiều chủng tộc. Người Hispanic hay Latino thuộc chủng tộc nào chiếm 79,57% dân số. 
Có 3.168 hộ, trong đó 39,9% có trẻ em dưới 18 tuổi sống chung với họ, 59,0% là đôi vợ chồng sống với nhau, 14,9% có chủ hộ là nữ không có mặt chồng, và 22,5% đã không có gia đình. 20,4% các hộ gia đình đã được tạo thành từ các cá nhân và 9,6% có người sống một mình 65 tuổi trở lên đã được người. Bình quân mỗi hộ là 2,97 và cỡ gia đình trung bình là 3,47. 
Trong thành phố có dân số với độ tuổi là 32,5% ở độ tuổi dưới 18, 8,7% 18-24, 24,2% 25-44, 21,7% 45-64, và 13,0% 65 tuổi trở lên. Tuổi trung bình là 33 năm. Cứ mỗi 100 nữ có 93,3 nam giới. Cứ mỗi 100 nữ 18 tuổi trở lên, có 89,0 nam giới. 
Thu nhập trung bình cho một hộ gia đình trong thành phố là 24.943 USD, và thu nhập trung bình cho một gia đình là 26.376 Mỹ kim. Nam giới có thu nhập trung bình $ 25.867 so với 13.874 đô la Mỹ cho phái nữ. Thu nhập trên đầu cho thành phố là 11.857 $. Giới 23,4% gia đình và 27,1% dân số sống dưới mức nghèo khổ, bao gồm 36,0% những người dưới 18 tuổi và 15,6% có độ tuổi từ 65 trở lên. 